# Андреевка (Челябинская область)
Андреевка — деревня в Увельском районе Челябинской области России. Входит в состав Петровского сельского поселения.

## География
Деревня находится в восточной части Челябинской области, в лесостепной зоне, на западном берегу озера Сунай, на расстоянии примерно 32 километров (по прямой) к востоку-северо-востоку (ENE) от посёлка Увельского, административного центра района. Абсолютная высота — 201 метр над уровнем моря.
Часовой пояс
Деревня Андреевка, как и вся Челябинская область, находится в часовой зоне МСК+2. Смещение применяемого времени относительно UTC составляет +5:00.

## Население
| 2002 | 2010 |
| ---- | ---- |
| 57   | ↗65  |

Гендерный состав
По данным Всероссийской переписи населения 2010 года в гендерной структуре населения мужчины составляли 47,7 %, женщины — соответственно 52,3 %.
Национальный состав
Согласно результатам переписи 2002 года, в национальной структуре населения русские составляли 93 %.

## Улицы
Уличная сеть деревни состоит из одной улицы (ул. Береговая).